# Rocky III
Rocky III este un film american scris și regizat de Sylvester Stallone, al treilea din franciza Rocky. Sylvester Stallone interpretează rolul lui Rocky Balboa, iar Carl Weathers este fostul său adversar din ring Apollo Creed. Burgess Meredith interpretează rolul lui Mickey, antrenorul lui Rocky, iar Talia Shire este Adrian, soția lui Rocky. A fost nominalizat la Premiul Oscar pentru cea mai bună melodie originală.

## Prezentare
După ce a câștigat titlul la categoria grea, Rocky profită de averea și faima sa, apărând în mai multe reclame, reviste și emisiuni televizate. După ce și-a apărat titlul de zece ori, el este pregătit să se retragă, dar challengerul numărul 1, James „Clubber” Lang (Mr. T), îl provoacă public. Înainte de meci, Mr. T reușește să-i provoace lui Mickey un infarct, urmat de decesul acestuia. Acest lucru îl copleșește pe Rocky, care pierde în runda a doua prin knock-out. Vechiul său rival Apollo Creed (Carl Weathers) devine antrenorul lui Rocky în vechiul său stil (în vechea sa sală de box din Los Angeles), punând accent pe viteză și îndemânare. Meciul revanșă a fost câștigat de Rocky prin knock-out în runda a treia. După meci Apollo îi cere lui Rocky să-i facă o favoare, cea de a boxa împreună fără camere și presă, în sală. Filmul se termină cu cei doi aruncând primul pumn.

## Actori
- Sylvester Stallone este Rocky Balboa
- Talia Shire este Adrian Balboa
- Burt Young este Paulie Pennino
- Carl Weathers este Apollo Creed
- Burgess Meredith este Mickey Goldmill
- Mr. T este  Clubber Lang
- Tony Burton este Tony "Duke" Evers
- Ian Fried este Rocky Balboa, Jr.
- Hulk Hogan este Thunderlips